# 八氟合氙(VI)酸亚硝酰
八氟合氙(VI)酸亚硝酰（(NO)
2XeF
8），是由亚硝酰离子（NO+）与八氟合氙(VI)酸根离子（XeF82−）结合而成的化合物。其中 XeF82− 离子为方形反稜柱分子構型，Xe-F 键长分别为 1.971 Å、1.946 Å、1.958 Å、2.052 Å 和 2.099 Å。它可通过六氟化氙与亚硝酰氟反应制取。
XeF
6 + 2 NOF → (NO)
2XeF
8
类似化合物还有八氟合氙(VI)酸的碱金属盐类，例如 Cs2XeF8 和 Rb2XeF8，它们在400°C以下都是稳定的。